# Utaro Hashimoto
Utaro Hashimoto (橋本 宇太郎?, Hashimoto Utaro; Osaka, 27 febbraio 1907 – 24 luglio 1994) è stato un giocatore di go giapponese.

## Biografia
Nato ad Osaka si avvicinò al Go fin da piccolo, diventando professionista a 15 anni sotto la guida di Katsukiyo Kubomatsu e di Kensaku Segoe. Già l'anno successivo passò al II dan e raggiunse il massimo livello (IX dan) nel 1954, tra i primi al mondo a riuscirci. Per tutti gli anni '40 e '50 giocò diversi match tra cui quattro jubango, due contro Go Seigen (perdendo in entrambe le occasioni) e due contro Kuranosuke Fujisawa.
Nel 1950 si separò dalla Nihon Ki-in a causa di alcuni dissapori nella gestione del torneo Honinbo e diede vita alla Kansai Ki-in, tuttora esistente.
Riuscì ad aggiudicarsi tornei importanti anche in tarda età, ad esempio vinse il Kisei 1977 a 69 anni e il Campionato della Kansai Ki-in a 73. Al momento del decesso era ancora un giocatore attivo nonostante gli 87 anni di età.

## Promozioni
- 1922: 1-dan
- 1923: 2-dan
- 1925: 3-dan
- 1926: 4-dan
- 1933: 5-dan
- 1936: 6-dan
- 1940: 7-dan
- 1946: 8-dan
- 1954: 9-dan

## Titoli
| Nazionali                     | Nazionali            | Nazionali      |
| Torneo                        | Vittorie             | Finalista      |
| ----------------------------- | -------------------- | -------------- |
| Kisei                         |                      | 1 (1977)       |
| Honinbo                       | 3 (1943, 1950, 1951) | 2 (1945, 1952) |
| Judan                         | 2 (1962, 1971)       | 2 (1963, 1972) |
| Ōza                           | 3 (1953, 1955, 1956) | 2 (1971, 1972) |
| NHK Cup                       | 2 (1956, 1963)       | 1 (1962)       |
| Campionato della Kansai Ki-in | 4 (1971-1974)        |                |
| Kansai Ki-in Primo Posto      | 3 (1968, 1969, 1980) | 1 (1979)       |
| Hayago Championship           | 1 (1970)             | 1 (1971)       |
| Asahi Pro Best Ten            | 1 (1970)             |                |
| Totale                        | 15                   | 10             |